# Energia elastica

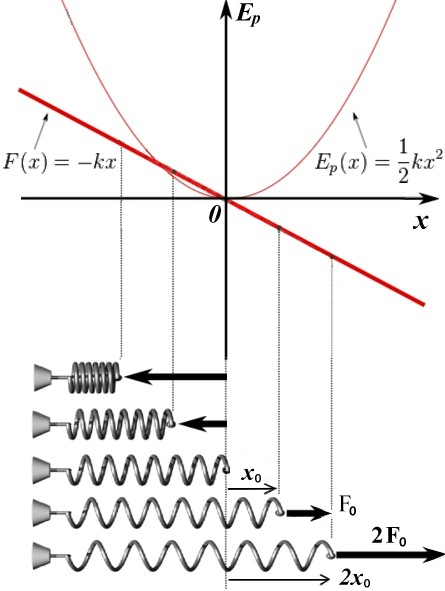

L’energia elastica è l’energia potenziale alla deformazione elastica di un solido o un fluido

## Ambiti

### Meccanica
Nel caso di una molla l'energia elastica immagazzinata è pari a:
{\displaystyle E={\frac {1}{2}}\,kx^{2}={\frac {1}{2}}Fx}
dove:
- {\displaystyle k} è la costante elastica della molla (vedi legge di Hooke);
- {\displaystyle x} è l'allungamento della molla.
- {\displaystyle F} è la forza elastica della molla (vedi legge di Hooke);

La forza elastica della molla {\displaystyle F=-kx} secondo la legge di Hooke, è una forza conservativa, per tanto ad essa è associata un'energia potenziale (l'energia descritta più in alto).

### Termodinamica
L'energia elastica è l'energia interna (U) che può essere convertita in energia meccanica (lavoro). In condizioni adiabatiche l'energia elastica può essere definita in forma differenziale come:
{\displaystyle dU=dW=-pdV}
dove:
- {\displaystyle p}  è la pressione esterna, uguale alla pressione interna in quanto il processo è quasistatico (invertibile);
- {\displaystyle V} è il volume del gas.

Il segno {\displaystyle -} viene usato in quanto la pressione esterna esercita una forza contraria all'espansione. In questo caso si usa la convenzione secondo la quale il lavoro che è eseguito da un gas (in generale da un sistema) è positivo, mentre il lavoro eseguito su di un sistema è negativo.